# Billy White
William Henry „Billy“ White (* 13. Oktober 1936 in Liverpool; † 7. Dezember 2000 in Ormskirk) war ein englischer Fußballspieler. Als Halbstürmer gehörte er beim FC Burnley zum erweiterten Kreis der 1960er Meistermannschaft des FC Burnley, stand jedoch zumeist im Schatten von Spielern wie Jimmy McIlroy und Jimmy Robson.

## Sportlicher Werdegang
Whites Fußballerlaufbahn war im Profibereich zumeist im „Wartestand“. Nachdem er im Januar 1954 von dem Clubmoor BC beim Erstligisten FC Burnley angeheuert hatte, dauerte es fast vier Jahre bis zu seinem ersten Auftritt in der ersten Mannschaft am 28. Dezember 1957 gegen West Bromwich Albion. Bis zu seinem Abschied im März 1961 absolvierte er insgesamt neun Ligaspiele und zeigte sich als Halbstürmer – zumeist als Ersatz für Jimmy McIlroy oder Jimmy Robson – mit vier Toren durchaus auch torgefährlich. Während der Meistersaison 1959/60 steuerte er zwei Treffer in sechs Spielen bei, was wiederum zu wenig für den offiziellen Erhalt einer Titelmedaille war.
Nächstes Ziel war für ihn der walisische Klub AFC Wrexham, der in der vierten englischen Liga spielte und von Burnleys Ex-Spieler Billy Morris trainiert wurde. Noch im selben Jahr zog er danach weiter zum FC Chester, wo er wie auch danach bei Halifax Town seine Karriere als Profi auslaufen ließ (in Halifax absolvierte er keine Partie für die erste Mannschaft). Er verstarb im Alter von 64 Jahren in Ormskirk, etwa 20 Kilometer nördlich seines Geburtsorts Liverpool gelegen.